# 托里尼昂卡斯泰 (阿列日省)
托里尼昂卡斯泰（法語：Taurignan-Castet）是法国阿列日省的一个市镇，属于圣吉龙区（Saint-Girons）圣利齐耶县（Saint-Lizier）。该市镇2009年时的人口为165人。

## 人口
托里尼昂卡斯泰人口变化图示
| 数据来源：INSEE |